# Jean-Bertrand Féraud
Jean-Bertrand Féraud (3 de agosto de 1759-20 de mayo de 1795) fue un político francés.

## Carrera política
Miembro de los jacobinos y cercano a Robespierre y Danton, Féraud fue elegido para la Convención Nacional por los Altos Pirineos en 1792. El 29 de marzo de 1793 pronunció un discurso ante la Sociedad popular de Tarbes, en la iglesia de Saint Jean, donde el papa fue quemado en efigie. En mayo de 1793 fue asignado como representante del ejército en los Pirineos, donde resultó herido. El 6 de septiembre de 1793 fue nombrado representante del ejército del Rin y del ejército de Moselle, los cuales estaban atacando a Alemania, hallándose a las órdenes de Lazare Carnot y del Comité de Salvación Pública.
Como miembro de la Convención, Féraud votó por la muerte de Luis XVI sin posibilidad de apelación o indulto, si bien también mantuvo enfrentamientos con Jean-Paul Marat, llegando a acusarle de ser un asesino y un anarquista. Logró escapar a la proscripción de la que fueron objeto la mayor parte de sus aliados girondinos al encontrarse en una misión fuera de la ciudad. Atacado tras su regreso a París por haber votado contra Marat y sus asociaciones girondinas, se defendió a sí mismo basándose en sus actividades en el ejército.
Durante la reacción termidoriana, Féraud se unió a los oponentes de Robespierre y, junto a Paul Barras y sus tropas, irrumpió en el Hôtel de Ville en busca de los montagnards que se hallaban allí escondidos. Tras esto, se ocupó de la reorganización del Comité de Salvación Pública y del Comité de Seguridad General, siendo posteriormente enviado como representante del ejército del Norte.

## Muerte

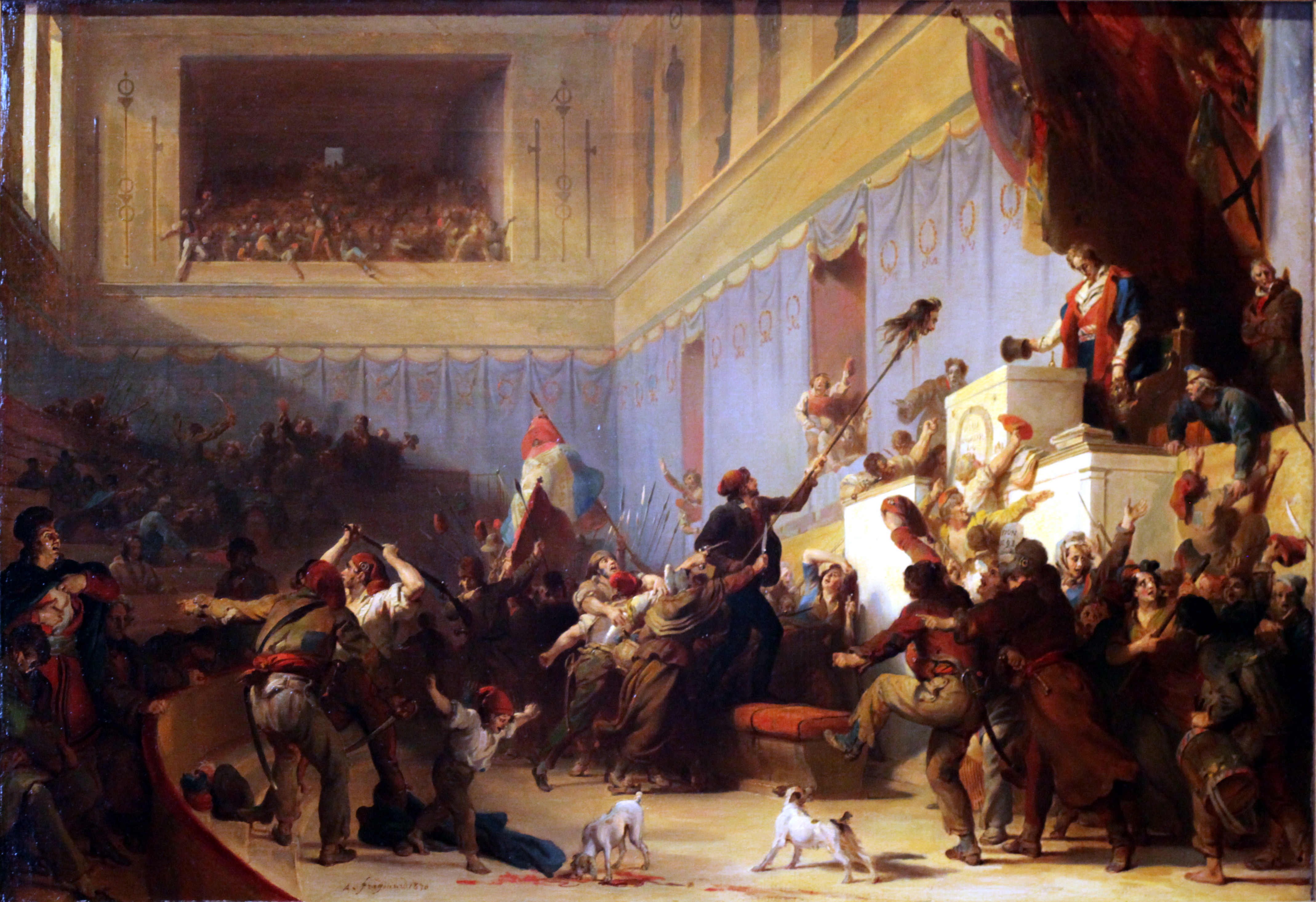
Boissy d'Anglas saludando la cabeza del diputado Féraud, por Fragonard (1831).

En el invierno de 1793, la agricultura y el comercio se hallaban sumidos en el caos como consecuencia de la devaluación de la moneda y el incremento de los precios. La Convención, con el ejército mobilizado ante amenazas externas y desplegado en las provincias con el fin de evitar rebeliones, no se hallaba en condiciones de hacer frente a posibles disturbios en París. Durante la revuelta del 20 de mayo de 1795, una multitud irrumpió en la Convención demandando pan.
Puesto recientemente a cargo de los suministros de París, Féraud intentó contener a la multitud mientras aguardaba refuerzos por parte de la Guardia Nacional, pero una mujer, indignada, disparó contra él, matándolo en el acto. La muchedumbre cortó la cabeza de Féraud, la cual fue clavada en una pica y llevada hasta la cámara de la Convención, siendo colocada frente al Presidente. Ésta fue la primera y única ocasión en que un legislador fue asesinado por los ciudadanos de París.
Un hombre de cincuenta años llamado Jean Tinelle fue arrestado y condenado a muerte el 25 de mayo del mismo año por haber llevado la cabeza de Féraud en la pica, siendo la última persona condenada a muerte por el Tribunal Revolucionario antes de su disolución.
- Datos: Q3170756
- Multimedia: Jean Bertrand Féraud / Q3170756